# Coenonympha vaucheri
Coenonympha vaucheri är en fjärilsart som beskrevs av Blachier 1905. Coenonympha vaucheri ingår i släktet Coenonympha och familjen praktfjärilar. Inga underarter finns listade i Catalogue of Life.